# No Prayer for the Dying
No Prayer for the Dying (с англ. — «Без отходной молитвы») — восьмой студийный альбом британской хэви-метал-группы Iron Maiden, выпущенный в 1990 году.
В процессе записи у Iron Maiden возникли разногласия с Эдрианом Смитом, который был недоволен новым звучанием группы. Смит записал гитарные партии только для одного трека — «Hooks in You» — после чего покинул коллектив. Место гитариста занял Яник Герс, прежде работавший с вокалистом Iron Maiden Брюсом Дикинсоном над диском Tattooed Millionaire.
Тематика песен группы сменилась с исторической и литературной на политическую и социальную. No Prayer for the Dying — единственный альбом коллектива, в тексте которого содержится ненормативная лексика, а продолжительность композиций не превышает шести минут.
Пластинка вышла под двумя обложками. Первоначальный вариант изображал персонажа Iron Maiden Эдди, вырывающегося из могилы и хватающего гробовщика за шею. Менеджер группы Род Смоллвуд остался недоволен этой обложкой и попросил иллюстратора Дерека Риггса нарисовать урезанный вариант для переиздания No Prayer for the Dying в 1998 году.
Альбом получил преимущественно отрицательные отзывы критиков, но, несмотря на это, занял 2 строчку в британском хит-параде UK Albums Chart. No Prayer for the Dying практически не исполнялся группой на концертах. После ухода Дикинсона из Iron Maiden в 1993 году единственной песней, время от времени играемой на живых выступлениях, осталась «Bring Your Daughter… to the Slaughter».

## Список композиций
| #  | Название                              | Музыка / Слова             | Время |
| -- | ------------------------------------- | -------------------------- | ----- |
| 1  | Tailgunner                            | Брюс Дикинсон, Стив Харрис | 4:15  |
| 2  | Holy Smoke                            | Брюс Дикинсон, Стив Харрис | 3:49  |
| 3  | No Prayer for the Dying               | Стив Харрис                | 4:23  |
| 4  | Public Enema Number One               | Брюс Дикинсон, Дэйв Мюррей | 4:13  |
| 5  | Fates Warning                         | Дэйв Мюррей, Стив Харрис   | 4:12  |
| 6  | The Assassin                          | Стив Харрис                | 4:35  |
| 7  | Run Silent, Run Deep                  | Брюс Дикинсон, Стив Харрис | 4:35  |
| 8  | Hooks in You                          | Брюс Дикинсон, Эдриан Смит | 4:08  |
| 9  | Bring Your Daughter… to the Slaughter | Брюс Дикинсон              | 4:45  |
| 10 | Mother Russia                         | Стив Харрис                | 5:30  |

## Участники записи
Iron Maiden
- Брюс Дикинсон — вокал
- Дэйв Мюррей — гитара
- Яник Герс — гитара, бэк-вокал
- Стив Харрис — бас-гитара, бэк-вокал
- Нико МакБрэйн — ударные

Приглашённый музыкант
- Майкл Кенни — клавишные

Производство
- Мартин Бёрч — продюсер, звукоинженер, микширование
- Майк МакКенна — помощник звукоинженера
- Лес Кингхэм — помощник звукоинженера
- Крис Маршалл — помощник звукоинженера, инженер микширования
- Дерек Риггс — иллюстрация обложки
- Росс Халфин — фотография
- Род Смолвуд — менеджер
- Энди Тейлор — менеджер

## Позиции в хит-парадах
| Чарт           | Позиция |
| -------------- | ------- |
| Австралия      | 23      |
| Австрия        | 8       |
| Великобритания | 2       |
| Германия       | 5       |
| Нидерланды     | 31      |
| Новая Зеландия | 17      |
| Норвегия       | 4       |
| США            | 17      |
| Швейцария      | 11      |
| Швеция         | 6       |

| Сингл                                   | Чарт           | Позиция |
| --------------------------------------- | -------------- | ------- |
| «Holy Smoke»                            | Великобритания | 3       |
| «Holy Smoke»                            | Ирландия       | 27      |
| «Holy Smoke»                            | Швейцария      | 20      |
| «Bring Your Daughter… to the Slaughter» | Великобритания | 1       |
| «Bring Your Daughter… to the Slaughter» | Ирландия       | 6       |
| «Bring Your Daughter… to the Slaughter» | Швейцария      | 19      |